# أنقليس ثعباني كبير الزعنفة
أنقليس ثعباني كبير الزعنفة (الاسم العلمي: Ophichthus macrochir) هو نوع من الأنقليس، يتبع فصيلة الأنقليس الثعباني.